# Каприле, Эмилио
Эмилио Каприле (итал. Emilio Caprile; 30 сентября 1928, Генуя — 5 марта 2020, Генуя) — итальянский футболист, нападающий.
Более всего известен выступлениями за клубы «Ювентус» и «Леньяно», а также сборную Италии. Чемпион Италии.

## Клубная карьера
Во взрослом футболе дебютировал в 1945 году выступлениями за команду клуба «Дженоа», в которой провел один сезон, приняв участие лишь в 5 матчах чемпионата.
Впоследствии с 1946 по 1954 год играл в составе команд клубов. Выступая за туринский «Ювентус», завоевал титул чемпиона Италии.
В 1954 вновь привлек внимание представителей тренерского штаба клуба «Леньяно» и вернулся в состав его команды. На этот раз сыграл за клуб из Леньяно следующие четыре сезона своей игровой карьеры. Большинство времени, проведенного в составе «Леньяно», был основным игроком атакующей звена команды.
Завершил профессиональную игровую карьеру в клубе низшей лиги «Саммаргеритезе», за команду которого выступал на протяжении сезона 1958/59 года.

## Выступления за сборную
В 1948 году дебютировал в официальных матчах в составе национальной сборной Италии. В течение карьеры в национальной команде, которая длилась всего 3 года, провел в форме главной команды страны 2 матча, забив 2 гола.
В составе сборной был участником футбольного турнира на Олимпийских играх 1948 в Лондоне, чемпионата мира 1950 года в Бразилии.